# 互変異性
互変異性（ごへんいせい、英: tautomerism）は互変異性体（ごへんいせいたい、英: tautomer）を生じる現象である。互変異性体とは、それらの異性体同士が互いに変換する異性化の速度が速く、どちらの異性体も共存する平衡状態に達しうるものを指す。異性化の速度や平衡比は温度やpH、液相か固相か、また溶液の場合には溶媒の種類によっても変化する。平衡に達するのが数時間から数日の場合でも互変異性と呼ぶことが多い。
互変異性と共鳴は表現は良く似ているもののまったく別の概念である。互変異性は化学反応であり、
A {\displaystyle \rightleftarrows } B
の表現で、2つの異なる化学種AとBが存在して、相互に変換されるのを表しているのに対し、共鳴は量子力学的な電子の配置の重ね合わせを表しており、
A {\displaystyle \leftrightarrow } B
の表現で、ある物質の真の構造がAとBの中間的な構造（共鳴混成体）であることを表している。
互変異性はその異性化反応の形式からプロトン互変異性、核内互変異性、原子価互変異性、環鎖互変異性といくつかに分類される。代表的なものにケト-エノール異性がある。これはプロトン互変異性の一種である。

## プロトン互変異性
プロトン互変異性はプロトンの1,3-転位による互変異性である。
{\displaystyle {\ce {1=H-X-Y=Z\ \rightleftarrows \ X=Y-Z-H}}}
通常XとZの少なくとも片方は電気陰性度の大きいヘテロ原子である。
この互変異性は酸または塩基によって促進される。酸の場合にはプロトン化された反応中間体 H−X−Y=Z+−H を、塩基の場合には脱プロトン化された中間体 X−−Y=Z を経て異性化が進行する。

### ケト-エノール互変異性

ケト型（左）、エノール型（右）

ケト-エノール互変異性は上記のプロトン互変異性の反応式で X = Y = C, Z = O に当たるものである。
R2−CH-C(=O)−R' で表される構造をケト型 (keto form) といい、R2C=C(OH)−R' で表される構造をエノール型 (enol form) という。この関係を持つ互変異性体の一例としてアセトアルデヒド（ケト型）とビニルアルコール（エノール型）がある。
炭素-酸素二重結合に対して炭素-炭素二重結合は相対的に不安定であり、一般的なカルボニル化合物では平衡は大きくケト型の方へと片寄っている。そのため、分光学的手法を用いてもエノール型を確認するのは通常不可能である。しかし、カルボニル基のα位のハロゲン化反応などが進行することからエノール型が微量ながらも存在していることが分かる。
なお、1,3-ジカルボニル化合物（たとえばアセチルアセトンやアセト酢酸エチル）ではエノール型がカルボニル基と炭素-炭素二重結合の共役によって安定化されるため、平衡状態で充分な割合のエノール型が存在し核磁気共鳴分光法などで確認できる。
環状化合物ではこの傾向はさらに強まり、1,3-シクロヘキサンジオンでは逆にエノール型のみが確認できる。また、1,2-ジカルボニル化合物も環状化合物ではかなりの割合でエノール型で存在する。

### そのほかのプロトン互変異性
X, Y, Z の組み合わせによって多数のプロトン互変異性が知られている。
- イミン-エナミン互変異性（X = Y = C, Z = N, 通常イミンの方が安定）
- アミド-イミド酸互変異性（X = N, Y = C, Z = O, 通常アミドの方が安定）
- ラクタム-ラクチム互変異性（上記の環状化合物版）
- ニトロソ-オキシム互変異性（X = C, Y = N, Z = O, 通常オキシムの方が安定）
- ニトロ-アシニトロ互変異性（X = C, Y = N+-O-, Z = O, 通常ニトロの方が安定）

### 核内互変異性
核内互変異性はプロトン互変異性の一種であり、X,Yが芳香環に組み込まれているものを指す。

一般に芳香族化した異性体が安定であるが、2-ピリドンなどは例外として知られる

代表的な核内互変異性はケト-エノール互変異性でもある2,4-シクロヘキサジエノン（ケト型）とフェノール（エノール型）の互変異性である。芳香族化による安定性からエノール型であるフェノールのみが確認できる。同様にシクロヘキサ-2,4-ジエン-1-イミン（イミン型）とアニリン（エナミン型）では芳香族であるアニリンのみが確認できる。
しかしヘテロ芳香族化合物では必ずしも芳香族化した互変異性体が安定とは限らない。2-ピリドン（ラクタム型）と2-ヒドロキシピリジン（ラクチム型）のラクタム-ラクチム互変異性では、前者が極性溶媒中と固相中で優位、後者が非極性溶媒中と気相において優位であることが、紫外吸収スペクトルなどから知られている。一方2(1H)-ピリジンイミンと2-アミノピリジンでは芳香族化した2-アミノピリジンだけが観測される。
DNA や RNA が持つ核酸塩基も核内互変異性を示す。通常それぞれの塩基は安定なケト型やアミノ型をとっているが、それらが不安定なエノール型やイミノ型へと互変異性化することで、本来ミスマッチで好まれないはずの塩基対 (A:C, G:T) を作ってしまう。このことは、一万から百万塩基の中で一塩基程度の割合で起こるとされるDNAポリメラーゼ上の偶発的突然変異の原因のひとつと考えられており、構造化学や分光学、計算化学による検討が行われているトピックである。

## 原子価互変異性
原子価互変異性は原子価が2以上の原子同士の結合が変化するような互変異性である。化合物の骨格が異性化するような互変異性になる。この互変異性は可逆な転位反応といえる。例えば室温でコープ転位を起こすブルバレン誘導体は原子価互変異性を起こす（置換基のないブルバレンのコープ転位生成物はブルバレンであるので互変異性体は存在しない）また、チオアミドが2個連結した化合物は4員環状の化合物である1,2-ジチエットと互変異性体として存在することが知られている。

## 環鎖互変異性
環鎖互変異性はある鎖状分子が可逆な閉環反応が可能な場合に起こる互変異性である。この場合、鎖状化合物と環状化合物が互変異性体となる。この互変異性を起こす代表的な例は4-ヒドロキシケトン（またはアルデヒド）、5-ヒドロキシケトン（またはアルデヒド）で分子内ヘミアセタールの形成によってラクトールと互変異性を起こす。通常はラクトールの方が安定である。
ペントースまたはヘキソースはこの構造を持つため、鎖状化合物と環状化合物（5員環の場合にはフラノース、6員環の場合にはピラノースと呼ばれる）の間で互変異性がある。
分子内ヘミアセタールの形成の際には新しく不斉炭素が生成するため、生成する互変異性体は1対のエピマーとなる。このエピマーはアノマーと呼ばれる。